# KLRG2
KLRG2 (англ. Killer cell lectin like receptor G2) – білок, який кодується однойменним геном, розташованим у людей на 7-й хромосомі. Довжина поліпептидного ланцюга білка становить 409 амінокислот, а молекулярна маса — 42 851.
| 10         |  | 20         |  | 30         |  | 40         |  | 50         |
| ---------- |  | ---------- |  | ---------- |  | ---------- |  | ---------- |
| MEESWEAAPG |  | GQAGAELPME |  | PVGSLVPTLE |  | QPQVPAKVRQ |  | PEGPESSPSP |
| AGAVEKAAGA |  | GLEPSSKKKP |  | PSPRPGSPRV |  | PPLSLGYGVC |  | PEPPSPGPAL |
| VKLPRNGEAP |  | GAEPAPSAWA |  | PMELQVDVRV |  | KPVGAAGGSS |  | TPSPRPSTRF |
| LKVPVPESPA |  | FSRHADPAHQ |  | LLLRAPSQGG |  | TWGRRSPLAA |  | ARTESGCDAE |
| GRASPAEGSA |  | GSPGSPTCCR |  | CKELGLEKED |  | AALLPRAGLD |  | GDEKLPRAVT |
| LTGLPMYVKS |  | LYWALAFMAV |  | LLAVSGVVIV |  | VLASRAGARC |  | QQCPPGWVLS |
| EEHCYYFSAE |  | AQAWEASQAF |  | CSAYHATLPL |  | LSHTQDFLGR |  | YPVSRHSWVG |
| AWRGPQGWHW |  | IDEAPLPPQL |  | LPEDGEDNLD |  | INCGALEEGT |  | LVAANCSTPR |
| PWVCAKGTQ  |  |            |  |            |  |            |  |            |

A: Аланін

C: Цистеїн

D: Аспарагінова кислота

E: Глутамінова кислота

F: Фенілаланін

G: Гліцин

H: Гістидин

I: Ізолейцин

K: Лізин

L: Лейцин

M: Метіонін

N: Аспарагін

P: Пролін

Q: Глутамін

R: Аргінін

S: Серин

T: Треонін

V: Валін

W: Триптофан

Кодований геном білок за функцією належить до фосфопротеїнів. 
Задіяний у такому біологічному процесі, як альтернативний сплайсинг. 
Білок має сайт для зв'язування з лектинами. 
Локалізований у мембрані.